# 康斯坦丁·瓦西列夫
康斯坦丁·瓦西列夫（1984年8月16日—）是一位愛沙尼亞足球運動員。在場上的位置是攻擊型中場。他現在效力於波蘭足球超級聯賽球隊皮亞斯特足球俱樂部。他也代表愛沙尼亞國家足球隊參加比賽。